# Union Card
Union Card — платёжная система, основанная в 1993 году, являлась российской межбанковской платежной системой, в состав которой входило около 300 финансовых учреждений. Union Card — одна из первых российских платежных систем, предоставляющая широкий спектр услуг в сфере финансового обслуживания по картам — от технологии до процессинга и координации участников, которое происходило в рамках сети Union Card и  охватывало многие регионы России, а также Украину, Беларусь, Казахстан.
Эмиссионная политика базировалась на потенциале большого количества средних и малых банков, весомыми участниками платежной системы являлись такие крупные российские банки, как Банк Москвы, Ханты-Мансийский банк, Связь-банк, Уральский банк реконструкции и развития, Новикомбанк и другие.

## Историческая справка
1993 год.
Создано ЗАО «Процессинговая компания «Юнион Кард». Основателями выступили группа частных лиц и коммерческие банки.
1998 год.
Создана процессинговая инфраструктура. Были установлены коммуникационные модули, которые позволили банкам входить в сеть Union Card и обмениваться информацией. Была введена единая система расчетов для банков-участников в соответствии с требованиями ЦБ РФ.
1999 год.
Проводится активная работа по развитию эквайринговой сети. Число участников — 457 банков и филиалов, количество карточек достигло 2,7 млн штук. Создана универсальная процессинговая сеть в национальном масштабе. Любой банк мог подключиться к ближайшему центру Union Card и начать эмиссию карт.
2002 год.
Union Card и СТБ объединяют свои сети приема и расчетов пластиковых карт в рамках продвижения на российском рынке новых технологий и укрепления позиций на рынке.
2005 год.
ЗАО «Национальные кредитные карточки» приобрело 100 % пакет акций ЗАО «Процессинговая компания „Юнион Кард“» (ПС Union Card).
2007 год.
Создан единый технологический процессинговый центр, который обслуживает участников двух платежных систем — NCC и Union Card. 1 июня выпущена объединенная карта NCC|UC. Главная задача новой карты — предоставить её держателю большие возможности по применению на территории России и некоторых стран СНГ. Владелец карты NCC|UC может не только пользоваться услугами в сети NCC, но и снимать наличные деньги во всей системе Union Card на территории РФ, Украины, Белоруссии, Кыргызстана.
2008 год.
Проведен рестайлинг фирменного стиля Объединенной платежной системы NCC|UC. Вводятся новые стандарты работы с клиентами и партнерами. Начал работу новый сайт компании. Платежная система Union Card и АКБ «ЕВРОФИНАНС МОСНАРБАНК» совместно с китайской платёжной системой China UnionPay приступили к реализации совместного проекта эмиссии и обслуживания карт платежной системы China UnionPay (CUP) на территории РФ в рамках подписанного в июне 2007 года соглашения.
2014 год. ЦБ РФ присвоил Платежной системе «Юнион Кард» статус национально значимой платежной системы.
2019 год. ЦБ РФ исключил Union Card из реестра платежных систем.